# Гангофен (Рейнланд-Пфальц)
Гангофен (нім. Hanhofen) — громада в Німеччині, розташована в землі Рейнланд-Пфальц. Входить до складу району Рейн-Пфальц. Складова частина об'єднання громад Ремерберг-Дуденгофен.
Площа — 5,80 км2. Населення становить 2593 ос. (станом на 31 грудня 2020).

## Галерея

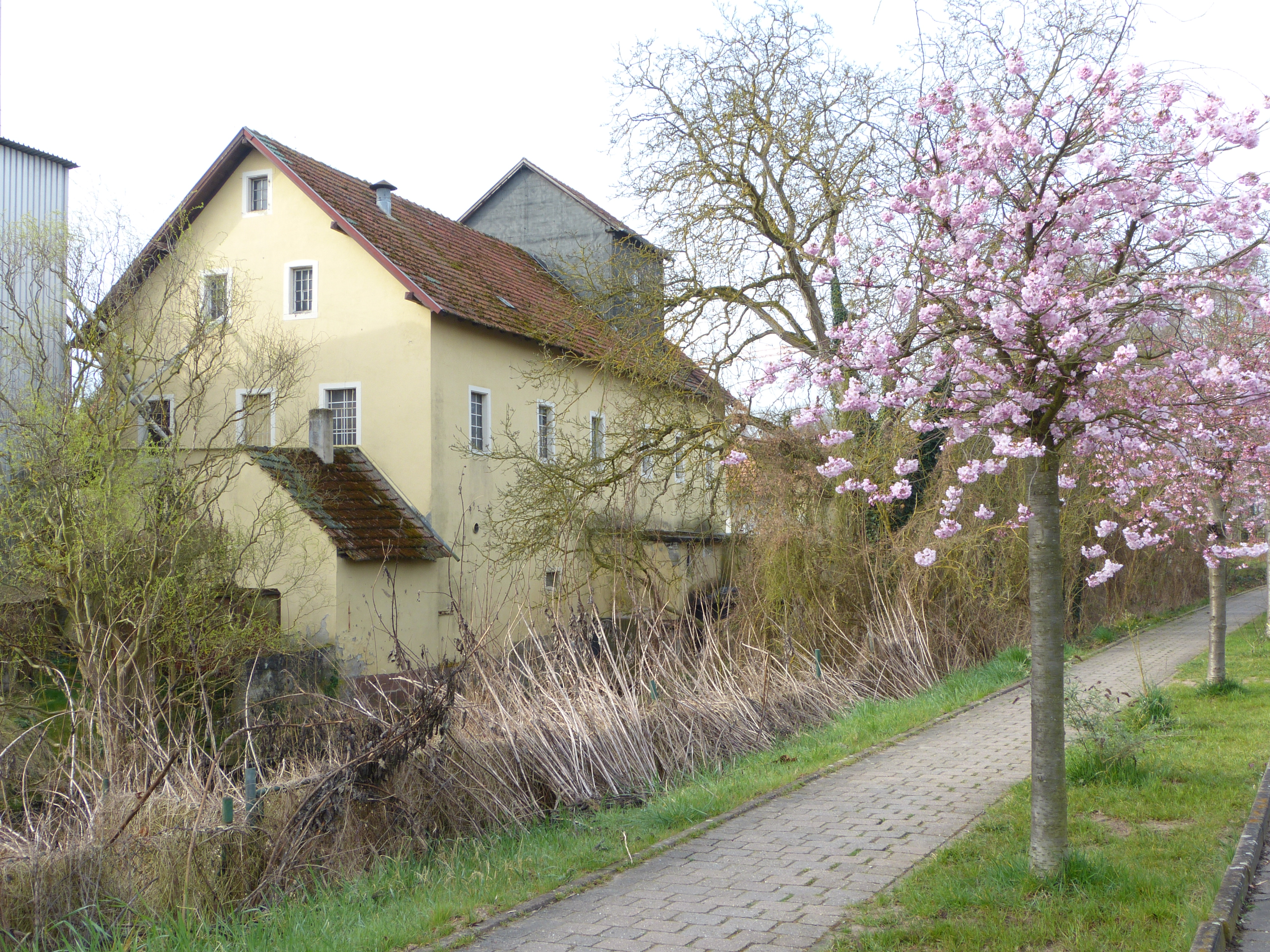
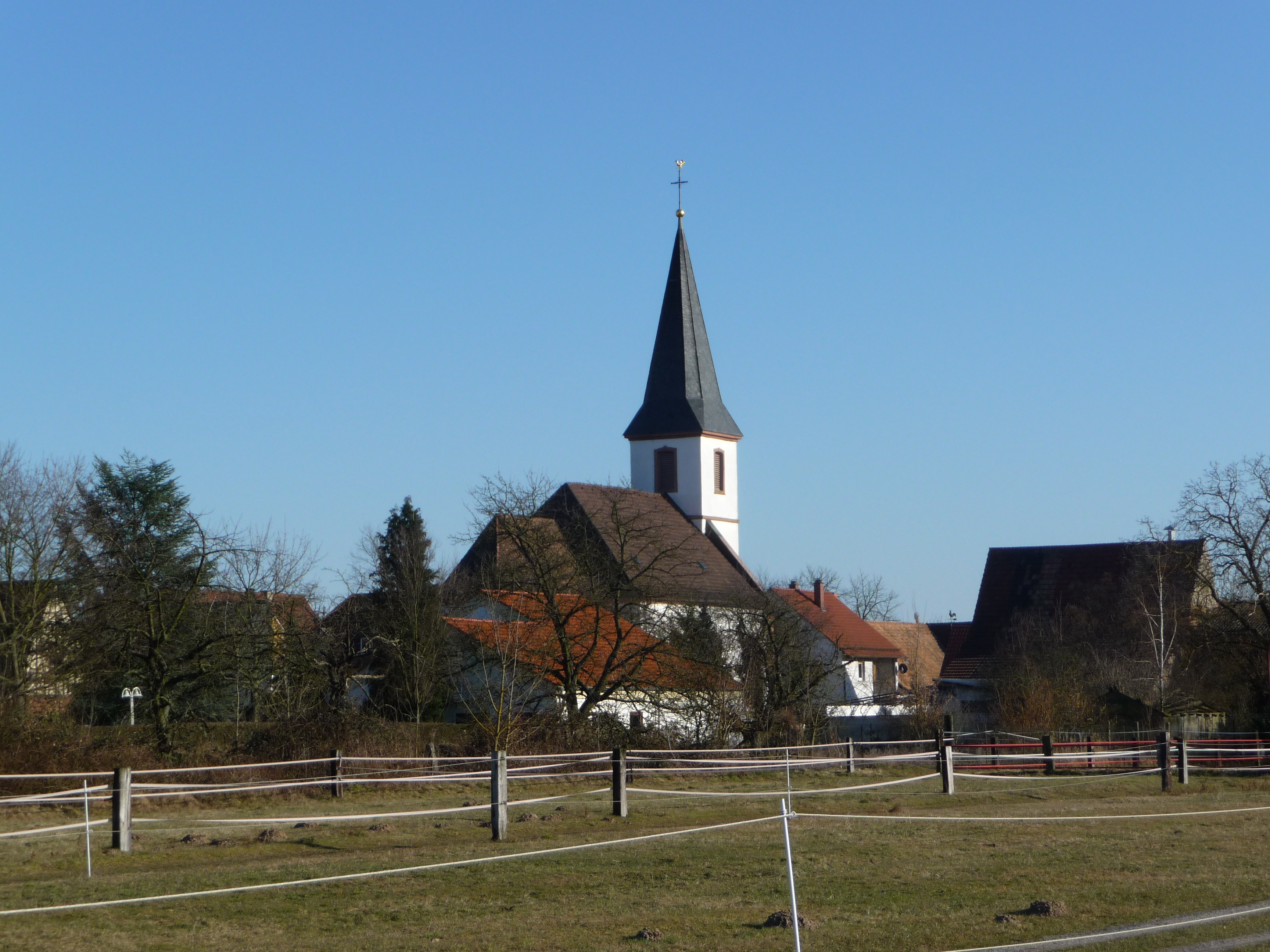